# Янылмаз, Джемал
Джемал (Кемаль) Янылмаз (тур. Cemal Yanılmaz; 2 января 1934, Самсун — 6 июня 2018, Самсун) — турецкий борец вольного стиля, чемпион и призёр чемпионатов мира, участник летних Олимпийских игр 1964 года в Токио. Выступал в наилегчайшей весовой категории (до 52 кг).

## Биография
На Олимпийских играх в первом круге чисто победил борца из Ирландии Шина О’Коннора, а во втором — Винченцо Грасси из Италии по очкам. В третьем круге Янылмаз уступил по очкам спортсмену из Японии Ёсикацу Ёсиде. Четвёртый круг сложился для Янылмаза удачно — он чисто победил монгольского борца Чимэдбазарына Дамдиншарава. Однако следующий круг оказался для него последним — он проиграл иранскому борцу Али Акбару Хейдари и с 7 штрафными очками завершил выступление.